# Età minima per l'elezione a cariche istituzionali negli stati dell'Unione europea
L'età minima per l'elezione a cariche istituzionali negli stati dell'Unione europea è definita dalle rispettive costituzioni e/o dalla legislazione nazionale in merito.
| Paese       | Forma di governo              | Età minima per essere eletto                         | Età minima per essere eletto     | Età minima per essere eletto |
| Paese       | Forma di governo              | Parlamentare                                         | Parlamentare                     | Capo di Stato                |
| Paese       | Forma di governo              | Camera bassa (o camera unica per stati monocamerali) | Camera alta                      | Capo di Stato                |
| ----------- | ----------------------------- | ---------------------------------------------------- | -------------------------------- | ---------------------------- |
| Austria     | Repubblica parlamentare       | 18                                                   | 18                               | 35                           |
| Belgio      | Monarchia parlamentare        | 18                                                   | 21                               | N/A                          |
| Bulgaria    | Repubblica parlamentare       | 21                                                   | N/A                              | 40                           |
| Cipro       | Repubblica presidenziale      | 25                                                   | N/A                              | 35                           |
| Croazia     | Repubblica parlamentare       | 18                                                   | N/A                              | 18                           |
| Rep. Ceca   | Repubblica parlamentare       | 21                                                   | 40                               | 40                           |
| Danimarca   | Monarchia parlamentare        | 18                                                   | N/A                              | N/A                          |
| Estonia     | Repubblica parlamentare       | 21                                                   | N/A                              | 40                           |
| Finlandia   | Repubblica parlamentare       | 18                                                   | N/A                              | 18                           |
| Francia     | Repubblica semi-presidenziale | 18                                                   | 24                               | 18                           |
| Germania    | Repubblica parlamentare       | 18                                                   | (i rappresentanti sono nominati) | 40                           |
| Grecia      | Repubblica parlamentare       | 25                                                   | N/A                              | 40                           |
| Irlanda     | Repubblica parlamentare       | 21                                                   | (i rappresentanti sono nominati) | 35                           |
| Italia      | Repubblica parlamentare       | 25                                                   | 40                               | 50                           |
| Lettonia    | Repubblica parlamentare       | 21                                                   | N/A                              | 40                           |
| Lituania    | Repubblica parlamentare       | 25                                                   | N/A                              | 40                           |
| Lussemburgo | Monarchia parlamentare        | 18                                                   | N/A                              | N/A                          |
| Malta       | Repubblica parlamentare       | 18                                                   | N/A                              | Nessuna                      |
| Paesi Bassi | Monarchia parlamentare        | 18                                                   | 30                               | N/A                          |
| Polonia     | Repubblica parlamentare       | 21                                                   | 30                               | 35                           |
| Portogallo  | Repubblica semi-presidenziale | 18                                                   | N/A                              | 35                           |
| Romania     | Repubblica semi-presidenziale | 23                                                   | 33                               | 35                           |
| Slovacchia  | Repubblica parlamentare       | 21                                                   | N/A                              | 40                           |
| Slovenia    | Repubblica parlamentare       | 18                                                   | 18                               | 18                           |
| Spagna      | Monarchia parlamentare        | 18                                                   | 18                               | N/A                          |
| Svezia      | Monarchia parlamentare        | 18                                                   | N/A                              | N/A                          |
| Ungheria    | Repubblica parlamentare       | 18                                                   | N/A                              | 35                           |